# Progressione del record europeo degli 800 metri piani maschili

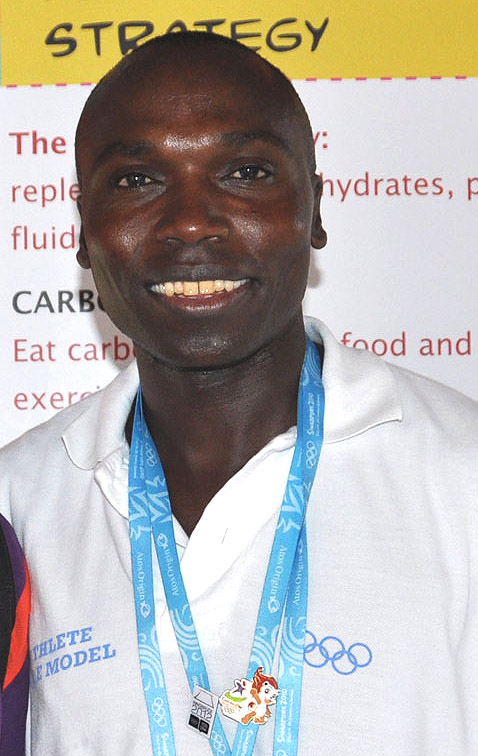
Wilson Kipketer, detentore del record europeo di specialità

La voce seguente illustra la progressione del record europeo degli 800 metri piani maschili di atletica leggera.
Il primo record europeo della specialità riconosciuto risale al 1926, convalidato dalla European Athletic Association.

## Progressione[1][2]

### Cronometraggio manuale (dal 1926 al 1979)
| Tempo manuale | Tempo elettrico | Atleta              | Nazionalità    | Luogo                              | Data           | Note            |
| ------------- | --------------- | ------------------- | -------------- | ---------------------------------- | -------------- | --------------- |
| 1'51"6y       |                 | Otto Peltzer        | Germania       | Londra, Regno Unito                | 3 luglio 1926  | Record mondiale |
| 1'50"6        |                 | Séra Martin         | Francia        | Colombes, Francia                  | 14 luglio 1928 | Record mondiale |
| 1'49"8        | 1'49"70         | Tommy Hampson       | Regno Unito    | Los Angeles, Stati Uniti d'America | 2 agosto 1932  | Record mondiale |
| 1'48"4+       |                 | Sydney Wooderson    | Regno Unito    | Motspur Park, Regno Unito          | 20 agosto 1938 | Record mondiale |
| 1'46"6        |                 | Rudolf Harbig       | Germania       | Milano, Italia                     | 15 luglio 1939 | Record mondiale |
| 1'45"7        |                 | Roger Moens         | Belgio         | Oslo, Norvegia                     | 3 agosto 1955  | Record mondiale |
| 1'44"9        |                 | Franz-Josef Kemper  | Germania Ovest | Hannover, Germania Ovest           | 7 agosto 1966  |                 |
| 1'44"9        |                 | Walter Adams        | Germania Ovest | Stoccarda, Germania Ovest          | 16 luglio 1970 |                 |
| 1'44"5        |                 | Pekka Vasala        | Finlandia      | Helsinki, Finlandia                | 20 luglio 1972 |                 |
| 1'43"7        |                 | Marcello Fiasconaro | Italia         | Milano, Italia                     | 27 giugno 1973 | Record mondiale |
| 1'42"4        | 1'42"33         | Sebastian Coe       | Regno Unito    | Oslo, Norvegia                     | 5 luglio 1979  |                 |

### Cronometraggio elettronico (dal 1981 ad oggi)
| Tempo   | Atleta          | Nazionalità | Luogo             | Data           | Note            |
| ------- | --------------- | ----------- | ----------------- | -------------- | --------------- |
| 1'41"73 | Sebastian Coe   | Regno Unito | Firenze, Italia   | 10 giugno 1981 | Record mondiale |
| 1'41"73 | Wilson Kipketer | Danimarca   | Stoccolma, Svezia | 7 luglio 1997  | Record mondiale |
| 1'41"24 | Wilson Kipketer | Danimarca   | Zurigo, Svizzera  | 13 agosto 1997 | Record mondiale |
| 1'41"11 | Wilson Kipketer | Danimarca   | Colonia, Germania | 24 agosto 1997 | Record mondiale |